# Koenigia cathayana
Koenigia cathayana (sinónimo Aconogonon cathayanum y Polygonum cathayanum) es una especie de planta con flores asiática perteneciente a la familia del trigo sarraceno. Se distribuye en China central, Qinghai y Tíbet. Es una planta perenne y crece principalmente en el bioma subalpino o subártico.